# Vol. 1 (album Grzybowskiego)
Vol. 1 – debiutancka płyta zespołu Grzybowski Band, nagrywana w latach 2006-2008 i wydana w 2008 roku. Autorem muzyki do wszystkich utworów (z wyjątkiem "Nie mów do mnie kochany" do którego muzykę napisał Łukasz Pilch oraz "Na talent nie ma rady", muzykę skomponował Krzysztof Maciejowski) jest lider i perkusista zespołu - Jarosław Grzybowski, a utwór "Kocham cię a ty..." skomponowali wspólnie Jarosław Grzybowski i Łukasz Pilch. Płyta oferuje nowoczesne brzmienie, ale jest utrzymana w klimacie big bandu. Nie jest jeszcze dostępna w sklepach, można ją zdobyć jedynie na koncertach lub od lidera zespołu.

## Lista utworów
| Nr  | Tytuł                                                                                       | Długość |
| --- | ------------------------------------------------------------------------------------------- | ------- |
| 1.  | Słodko mów (sł. Andrzej Trojak, muz. Jarosław Grzybowski)                                   | 3:18    |
| 2.  | Lato song (sł. Wojciech Golec, muz. Jarosław Grzybowski)                                    | 3:32    |
| 3.  | Nie mów do mnie kochany (sł. Wojciech Golec, muz. Łukasz Pilch)                             | 3:51    |
| 4.  | Kocham cię a ty... (sł. Wojciech Golec, muz. Jarosław Grzybowski, Łukasz Pilch)             | 3:35    |
| 5.  | Czule śpiewam dla ciebie (sł. Wojciech Golec, muz. Jarosław Grzybowski)                     | 3:15    |
| 6.  | We mgle biały ptak (sł. Wojciech Golec, muz. Jarosław Grzybowski)                           | 3:46    |
| 7.  | Niełatwo iść pod wiatr (sł. Wojciech Golec, muz. Jarosław Grzybowski)                       | 3:14    |
| 8.  | Na talent nie ma rady (sł. Wojciech Golec, muz. Krzysztof Maciejowski)                      | 4:19    |
| 9.  | Do przodu mój człowieku (sł. Stanisława Grzybowska, muz. Jarosław Grzybowski, Łukasz Pilch) | 3:08    |
| 10. | Nic się nie martw (sł. Stanisława Grzybowska, muz. Jarosław Grzybowski)                     | 3:33    |
| 11. | Życie ach życie (sł. Wojciech Golec, muz. Jarosław Grzybowski)                              | 3:34    |
| 12. | Najlepiej w domu (sł. Stanisława Grzybowska, muz. Jarosław Grzybowski)                      | 3:31    |

## Grzybowski Band
- Jarosław Grzybowski - lider, perkusja, aranżacja
- Wojtek Zięba - saksofon tenorowy, altowy, barytonowy
- Paweł Laszczak - saksofon tenorowy
- Łukasz Pilch - gitary
- Angelina Mazur - śpiew
- Irmina Chrapla - śpiew
- Aleksandra Pospieszałowska - śpiew
- Tomasz Janusz - trąbka
- Tomasz Adamczyk - trąbka
- Bartek Dąbrowski - trąbka, flugelhorn
- Darek Stańko - puzon
- Andrzej Danek - puzon
- Artur Kudłacik - gitara basowa

## Gościnnie
- Jarosław Huńka  - perkusja (w "Nic się nie martw")
- Piotr Chromiec - skrzypce
- Tadeusz Janiak - trąbka (w "Do przodu mój człowieku" i "Najlepiej w domu")
- Mariusz Mika - trąbka (w "Niełatwo iść pod wiatr")
- Tomasz Gajewski - puzon
- Damian Bogacz - puzon (w "Niełatwo iść pod wiatr")
- Eugeniusz Kubat - saksofon (w "Na talent nie ma rady")
- Dorota Zaziąbło - piano (w "We mgle biały ptak", "Do przodu mój człowieku" i "Najlepiej w domu")